# Elena Oriabinskaia
Elena Sergeyevna Oriabinskaia (russo:  Елена Сергеевна Орябинская; IPA: [ɪ̯ɪˈlʲenə ɐˈrʲæbʲɪnskəɪ̯ə]; Salsk, 15 de março de 1994) é uma remadora russa, medalhista olímpica.

## Carreira
Oriabinskaia conquistou a medalha de prata nos Jogos Olímpicos de Verão de 2020 em Tóquio, como representante do Comitê Olímpico Russo, na prova de dois sem feminino, ao lado de Vasilisa Stepanova, com o tempo de 6:51.45.